# بال‌خورک
بال‌خورک (نام علمی: Prophalangopsidae) نام یک تیره از زیرراسته شمشیرک‌داران است.
حشره ماده در این تیره به هنگام جفت‌گیری بال حشره نر را می‌خورد.
بال‌های جلویی افراد نر فاقد اندام تولید صدا و ساق پا فاقد عضو شنوایی است.